# Antocha (Antocha) shansiensis
Antocha (Antocha) shansiensis is een tweevleugelige uit de familie steltmuggen (Limoniidae). De soort komt voor in het Palearctisch gebied.